# Das Totenschiff

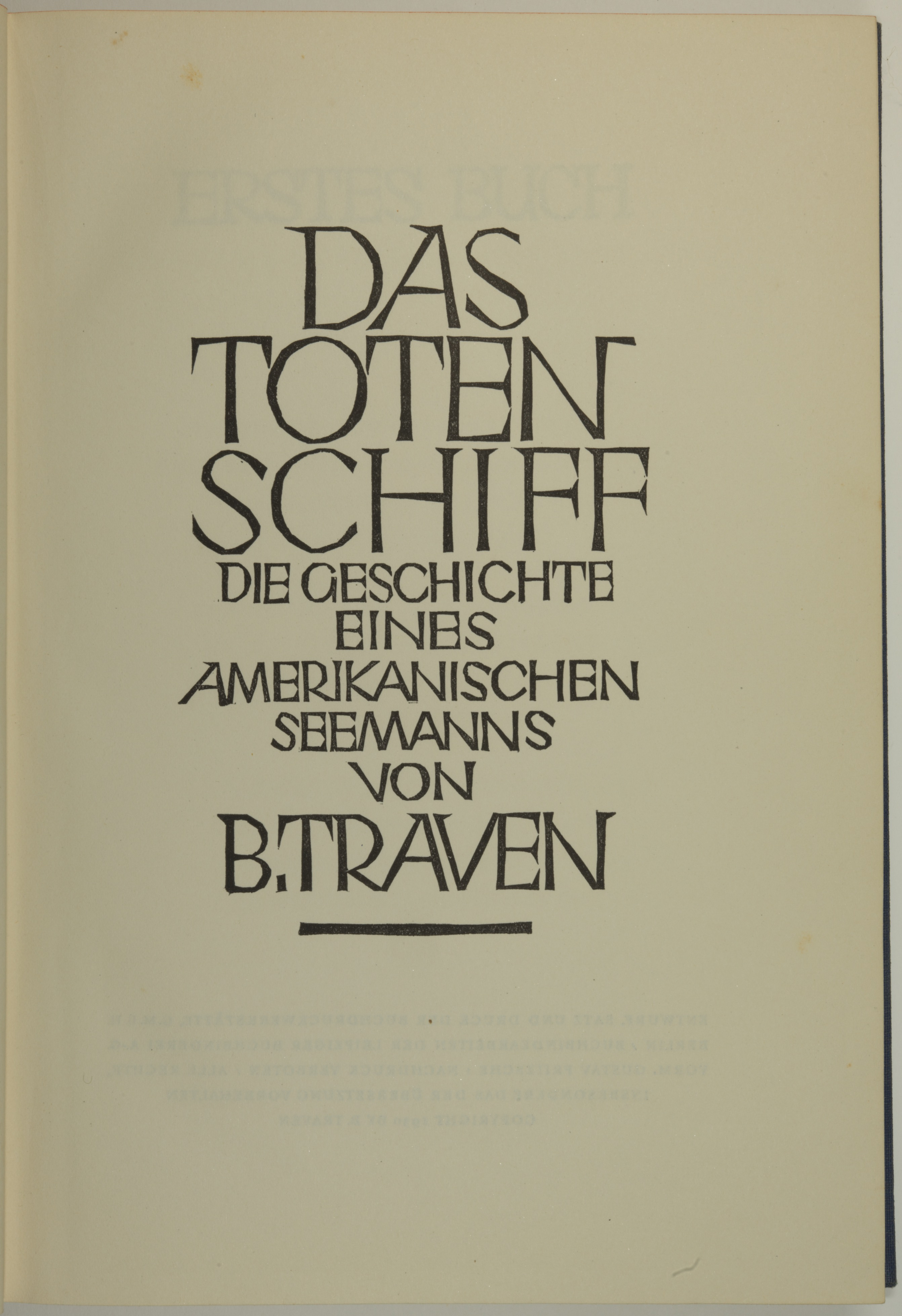
Titelseite der Erstausgabe von 1930

Das Totenschiff, Die Geschichte eines amerikanischen Seemanns, ist ein 1926 in der Büchergilde Gutenberg erschienener Roman, den B. Traven ursprünglich auf Englisch verfasst hatte.

## Handlung
Der Ich-Erzähler Gales – er taucht bereits in der Erzählung Die Baumwollpflücker (1925) auf, dann in Die Brücke im Dschungel (1929), jedes Mal ohne Vornamen – ist in diesem Roman ein amerikanischer Seemann aus New Orleans. Er verpasst nach einem Landurlaub in Antwerpen sein Schiff, die Tuscaloosa. Da sein einziges Identitätsdokument, nämlich seine Seemannskarte, an Bord geblieben ist, macht er eine neue Erfahrung, nämlich ohne Papiere durch alle Maschen anerkannter gesellschaftlicher Zugehörigkeit zu fallen. Als Staatenloser geltend, wird er über Landesgrenzen abgeschoben und macht eine Irrfahrt durch Westeuropa von Belgien über die Niederlande nach Frankreich, Spanien und schließlich Portugal. Am deutlichsten gibt ihm der amerikanische Konsul in Paris zu verstehen, in welche Situation er ohne urkundliche Bestätigungen seiner Existenz geraten ist, so dass ihm auch der Konsul nicht mehr helfen kann:

„Ich war nicht geboren, hatte keine Seemannskarte, konnte nie im Leben einen Pass bekommen, und jeder konnte mit mir machen, was er wollte, denn ich war ja niemand, war offiziell gar nicht auf der Welt, konnte infolgedessen auch nicht vermisst werden.“

In Barcelona zwingt ihn seine Lage, auf dem völlig heruntergekommenen Dampfer Yorikke anzuheuern. Das Schiff soll nach Liverpool auslaufen. Auf dem Schiff arbeiten außer dem Skipper nur Seeleute, die keine Papiere mehr haben, also lebendige Tote sind, für die sich niemand mehr zuständig fühlt, außer dass sie noch für den Eigner eines „Totenschiffes“ wie die Yorikke arbeiten können. In keinem Hafen werden sie mehr durch die Kontrollen an Land gelassen, so dass sie, über die ihnen zustehende geringe Heuer zusätzlich dem Skipper ausgeliefert, kaum die Chance haben, das „Totenschiff“ je ordnungsgemäß wieder verlassen zu können. So geht die Reise auch nicht nach Liverpool, sondern das Schiff, das offiziell mit wertloser Fracht unterwegs ist, betreibt Waffenschmuggel auf Mittelmeer- und küstennahen Atlantikrouten. Bei einem Landgang in Dakar wird Gales mit dem aus Posen gebürtigen Stanislaw Koslowski, seinem einzigen Freund, der nach dem Ersten Weltkrieg weder die deutsche noch die polnische Staatsangehörigkeit erlangen konnte, shanghait und gerät auf die Empress of Madagascar.
Die Empress ist ein erst drei Jahre altes Schiff und in entsprechend gutem Zustand. Sie bringt aber die angegebene Maschinenleistung nicht, so dass die durch Fracht zu erwirtschaftenden Gewinne ausbleiben. Deswegen haben die Schiffseigner schon zwei Versuche unternommen, das Schiff zum Zweck des Versicherungsbetrugs untergehen zu lassen. Bei einem erneuten Versuch von Dakar aus, an dem Gales und Stanislaw gezwungenermaßen beteiligt sind, geht das Schiff schließlich mit Mann und Maus unter, und Gales findet sich ohne Aussicht auf Rettung total erschöpft und von Halluzinationen verfolgt auf einem Stück Kajütenwand im Meer treibend wieder.

„Gale jedoch überlebt – wie, wird nicht geschildert, und Traven hat in [einem] Aufsatz über Das Totenschiff die Auskunft augenzwinkernd verweigert, nur zugegeben, daß wer erzähle, ‚wohl auch‘ lebe. […] So kann Gale weitererzählen.“

## Stil
Der seemännische Ich-Erzähler spricht sarkastisch, ironisch und verwendet viele Wendungen aus der Seemannssprache:

„Umsonst wollte ich nun auch nicht gerade gearbeitet haben und das Geld dem Skipper einfach schenken. Und so hatte er mich nur um so fester. Aber wo, wann und wie abmustern? Gab es doch nicht. In keinem Hafen wurde die Abmusterung bestätigt. Keine Papiere, kein Heimatland. Werden den Mann nie wieder los. Kann nicht abmustern. – Es gab nur eine Abmusterung. Die Gladiatorenabmusterung. Abzeichnung auf dem Riff. Abzeichnung bei den Fischen.“

Die Lage des ausgebeuteten Seemanns erscheint beim Anmustern als Absurdität:

„Als ich ankam, hatte ich in Erinnerung an normale Boote gefragt:

‚Wo ist denn die Matratze für meine Bunk?‘

‚Wird hier nicht geliefert.‘

‚Kissen?‘

‚Wird hier nicht geliefert.‘

‚Decke?‘

‚Wird hier nicht geliefert.‘

Mich wunderte nur, dass die Kompanie überhaupt das Schiff lieferte, das wir zu fahren hatten; und ich wäre nicht erstaunt gewesen, wenn man mir gesagt hätte, das Schiff muss jeder selber mitbringen.“

Öfter wird auf biblische Figuren angespielt, um so das angebliche Alter und die schlechte Qualität der derart markierten Gegenstände zu zeigen:

„Die Lampe selbst war eine der Lampen, die jene sieben Jungfrauen getragen hatten, als sie auf der Hut waren. Unter solchen Umständen durfte man nicht gut erwarten, daß sie ein Seemannsquartier auch nur notdürftig erleuchten konnte. Der Docht war noch derselbe, den eine der sieben Jungfrauen aus ihrem wollenen Unterrock geschnitten hatte. Das Öl, das wir für die Lampen faßten und das aus betrügerischen Gründen Petroleum, manchmal sogar Diamantöl genannt wurde, war schon ranzig, als die sieben Jungfrauen Öl auf ihre Lampen gossen. In der Zwischenzeit war es nicht besser geworden.“

Aus seinen Erfahrungen leitet der Seemann auch resümierende Urteile ab:

„Es fahren viele Totenschiffe auf den sieben Meeren, weil es viele Tote gibt. Nie gab es so viel Tote, als seit der große Krieg für wahre Freiheit und echte Demokratie gewonnen wurde. Tyrannen und Despoten wurden besiegt, und der Sieger wurde das Zeitalter einer größeren Tyrannei, das Zeitalter der Landesflagge, das Zeitalter des Staates und seiner Lakaien.“

## Eine neue „menschliche Komödie“
Unübersehbar sind B. Travens Anspielungen auf Dantes Göttliche Komödie. Über dem „Zweiten Buch“ des Romans steht das Motto: „Wer hier eingeht,/ Des Nam’ und Sein ist ausgelöscht./ Er ist verweht…“ Diese Verse, eine Anspielung auf die Überschrift am Eingang zum Inferno Dantes, die „Inschrift über dem Mannschaftsquartier des Totenschiffs“, werden später leitmotivisch wiederholt. Als Stanislaw am Schluss stirbt, lässt der Erzähler den „Großen Kapitän“ auftauchen und den Ertrinkenden „treu und ehrlich für große Fahrt“ mustern. Über seinem letzten Quartier steht, als gehe es in Dantes Paradies: „Wer hier eingeht,/ Ist ledig aller Qualen“ (Ende Kap. 48).
In einer neueren Studie zum Totenschiff wird festgehalten, dass B. Traven keine einfache Abenteuerliteratur, bei der er bisher am geläufigsten eingeordnet werde, geschrieben habe. Neben den literarischen Anspielungen auf Dante und Honoré de Balzacs Die menschliche Komödie trete anderes literarisches Erbe im Totenschiff in Erscheinung. Wie in Georg Büchners Dramenfragment Woyzeck werde an einem Freiheitsbegriff Kritik geübt, „der die Begüterten begünstigt und der Versklavung der Lohnabhängigen Vorschub leistet. Travens Erzähler polemisiert gegen den bürgerlichen Freiheitsbegriff mit jener Schärfe, die wir nur von Georg Büchner und vom jungen Marx kennen“.

## Staatenlosigkeit als Thema
Im Roman werden in den Kapiteln 39 und 40 neben Gales und Stanislaw ausdrücklich zwei weitere Staatenlose erwähnt, die Stanislaw auf der Yorikke sterben sah: Paul, ein in Mülhausen (Elsass) geborener Deutscher, und Kurt aus Memel. Beide erlangten infolge der Nationalitätenkonflikte und der neuen Grenzziehungen nach dem Krieg keine Staatsangehörigkeit, weil sie zur falschen Zeit am falschen Ort waren. Für B. Traven ein Anlass, seinen Ich-Erzähler Gales sich über die neue Wirklichkeit Gedanken machen zu lassen, und zwar in der Nachfolge des von Max Stirner vertretenen Anarchismus:

„Das feste Land ist mit einer unübersehbaren Mauer umgeben, ein Zuchthaus für die, die drinnen sind, ein Totenschiff oder eine Fremdenlegion für die, die draußen sind. Es ist die einzige Freiheit, die ein Staat, der sich zum Extrem seines Sinnes entwickeln will und muss, dem einzelnen Menschen, der nicht nummeriert werden kann, zu bieten vermag, wenn er ihn nicht mit kühler Geste ermorden will. Zu dieser kühlen Geste wird der Staat noch kommen müssen.“

## Der Roman als Hörspiel, Film und Oper
1946 bearbeitete Ernst Schnabel das Buch für den NWDR als Hörspiel. Die Regie hatte Ludwig Cremer; die Hauptrolle sprach Peter Mosbacher. Die Erstausstrahlung fand am 2. Dezember desselben Jahres statt.
Weitere Produktionen:
- 1947: Regie: Karl Peter Biltz; Hauptrolle: Wolfgang Golisch; SWF; Kassetten-Edition: Ernst-Klett-Verlag 1986
- 1948: Regie: Carl Nagel; Hauptrolle: Maximilian Larsen; MDR (1946–1952)
- 1956: Regie: Gustav Burmester; Hauptrolle: Peter Mosbacher; NDR

1959 wurde der Roman unter der Regie von Georg Tressler und mit Horst Buchholz und Mario Adorf in den Hauptrollen als Abenteuerfilm verfilmt.
Anfang der 1990er Jahre schrieben die Liedermacher Gerulf Pannach und Christian Kunert das Musical Das Totenschiff nach dem Roman.
2018 schrieb Kristine Tornquist ein Opernlibretto nach dem Roman, das von Oskar Aichinger vertont wurde. Das sirene Operntheater in Wien brachte die Oper 2018 zur Uraufführung.